# Brain-Washing
Brain-Washing: A Synthesis of the Russian Textbook on Psychopolitics est un livre paru en 1955 dont l'auteur est resté anonyme mais publié par l'Église de Scientologie et qui dénonce le lavage de cerveau dans les pays communistes. Il se rattache à la propagande noire et à la peur rouge.

## Description
L. Ron Hubbard lui-même serait l'auteur du texte et prétend qu'il s'agit du manuel secret écrit par Lavrentiy Beria, le chef du NKVD, en 1936. Dans ce texte, de nombreuses pratiques auxquelles la Scientologie s'oppose (enseignement de la psychiatrie, chirurgie cérébrale, électrochocs, impôt sur le revenu) sont décrites comme des complots dirigés par les communistes, et son contenu technique se limite à suggérer davantage que ces pratiques sont faites au nom de l'Union soviétique. Le texte décrit également l'Église de Scientologie comme la plus grande menace pour le communisme.
Selon certaines sources, Kenneth Goff aurait collaboré au livre.